# Tió de Nadal
| Tió de Nadal |
| --- |
| En typisk tió de nadal av modernt snitt. - Betydelse – jultradition i det katalanska kulturområdet - Utformning – trästock med ansikte och filt, avsedd att bajsa fram godis och julklappar - Olika namn – tronca, Caga Tió; Cachafuòc, Soc de Nadal; Tizón de Nadal, Toza - Se även – caganer, barretina |

Tió de Nadal (katalanska: 'julstock'), ibland kallad tronca ('stock') eller Caga Tió ('Bajsa stock') är en traditionell figur i det katalanska julfirandet.
Julstocken är i den katalanska jultraditionen den som kommer med julklapparna. Man täcker stocken (som i ena änden har ett påmålat ansikte) med en filt och sätter ofta en röd barretina på dess topp. Den "matas" sålunda och sköts om, så att den senare kan återgälda vänligheten. Sedan föreställs den bajsa ut julklapparna, efter att man slagit på den med käppar.

## Process
Den 8 december varje år tar de katalanska familjerna fram den glada och ihåliga stocken. Därefter får familjens barn i uppdrag att under tiden fram till 24 december "mata" den med nötter, torkad frukt och vatten. Det är också barnens uppgift att täcka stocken med en filt, så att den håller sig varm och mår bra.
| Caga tió (Bajsa stock) ametlles/avellanes i torró' (mandlar/hasselnötter och torró) no caguis arengades (bajsa inte sill) que són massa salades (för de är för salta) caga torrons (bajsa bitar av torró) que són més bons (för de är godare) Caga tió (Bajsa stock) ametlles i torró (mandlar och torró) si no vols cagar (vill du inte bajsa) et donaré un cop de bastó (slår jag dig med käppen) Caga tió! (Bajsa stock!) |
| – Traditionell sång, |

På julafton är det sedan stockens tur att återgälda vänligheterna. Barnen samlas runt stocken och slår på den med käppar, alltmedan de sjunger den traditionella Tió de Nadal-sången (se citatruta).
Sedan kommer miraklet… Barnen tittar under stockens filt och upptäcker att den har bajsat ut en hög av godis och julklappar. Avslutningen av "bajsandet" signaleras av närvaron av en illaluktande sill. När alla har tagit sin del av Tió de Nadals julgåvor, läggs stocken i elden för att den ska värma familjen.

## Bakgrund
Traditionen har enligt vissa moriskt ursprung. I alla fall sägs den särskilda nougaten torró (spanska: turrón), som saluförs under december månad, ha införts till El Andalús av de moriska erövrarna under medeltiden. Dokument från 1500-talet nämner att torró har konsumerats i juletid sedan "eviga tider".
Julstocken sägs från början ha varit en tradition på landet, och först på senare år har den spritts även till städerna. Torró var förknippat med lyx, och på vissa håll (åtminstone i Alicante) ska lantarbetare under juletiden blivit avlönade dels i mynt och dels med torró. Den första varianten av julstock var en större stock som tändes eld på under firandet av midvinterståndet, en stock som fick namnet Tió de Nadal och som senare fick en mer bildlig betydelse.

## Vidare spridning, liknande traditioner
Figuren och firandet av den är även spridd i vissa delar av Aragonien (se La Franja). En liknande tradition i Occitanien kallas Cachafuòc eller Soc de Nadal. Den katalanska julstocken är i spansktalande delar av Aragonien även känd som Tizón de Nadal eller Toza.
"Bajsstocken" är inte den enda katalanska folktradition med koppling till avföring. I eller i samband med de katalanska julkrubborna syns ofta caganer, en huksittande och bajsande man. Hans gödslande av den heliga marken förebådar en gynnsam skörd under nästföljande år.